# Apograpsus
Apograpsus is een geslacht van kreeftachtigen uit de klasse van de Malacostraca (hogere kreeftachtigen).

## Soort
- Apograpsus paantu (Naruse & Kishino, 2006)